# Vallauris
Vallauris é uma comuna francesa na região administrativa da Provença-Alpes-Costa Azul, no departamento Alpes Marítimos. Estende-se por uma área de 13,04 km², com 30 500 habitantes, segundo os censos de 2005, com uma densidade de 2 338 hab/km².